# Rhamphidarpe
Rhamphidarpe är ett släkte av mångfotingar. Rhamphidarpe ingår i familjen Odontopygidae.
Kladogram enligt Catalogue of Life:
| Rhamphidarpe | \| \| Rhamphidarpe karawana \| \| \| \| \| \| Rhamphidarpe malleolus \| \| \| \| \| \| Rhamphidarpe occidentalis \| \| \| \| |
|              | \| \| Rhamphidarpe karawana \| \| \| \| \| \| Rhamphidarpe malleolus \| \| \| \| \| \| Rhamphidarpe occidentalis \| \| \| \| |
|              | Rhamphidarpe karawana |
|              | |
|              | Rhamphidarpe malleolus |
|              | |
|              | Rhamphidarpe occidentalis |
|              | |